# Hans Rudberg
Hans Rudberg, född 13 juni 1913 i Stockholm, död 18 juli 1979 i Mellösa församling, var en svensk företagsledare.
Rudberg, som var son till direktör Sten Rudberg och friherrinnan Greta Fock, utexaminerades som civilingenjör 1937, blev filosofie licentiat vid Stockholms högskola 1942 och filosofie doktor i matematisk fysik vid Lunds universitet 1957. Han var amanuens vid Stockholms högskola 1940–1945, blev överingenjör vid ÁB Järnförädling i Hälleforsnäs 1945 och var, som efterträdare till sin far, verkställande direktör där 1957–1974. Han tillhörde ursprungligen Folkpartiet, men övergick senare till Högerpartiet och gjorde sig på 1960-talet känd som en förespråkare av borgerlig samling mot socialdemokratin, i första hand genom ett närmare samarbete mellan de två nämnda partierna. Han var ordförande för Södermanlands högerförbund och styrelseordförande för tidskriften Medborgaren.